# فرودگاه مک‌کرری
فرودگاه مک‌کرری (به انگلیسی: McCreary Airport) یک فرودگاه همگانی است که یک باند فرود چمن دارد و طول باند آن ۷۹۲ متر است. این فرودگاه در کشور کانادا قرار دارد و در ارتفاع ۳۰۵ متری از سطح دریا واقع شده‌است.